# Spiritchaser
Spiritchaser е седмият студиен албум на австралийското неокласическо/даркуейв/ню ейдж дуо Дед Кен Денс, издаден на 3 юни 1996 г. Това е последният албум, преди дуото да се събере отново четиринадесет години по-късно за албума Anastasis.
Жанрово албумът се различава от предходните го, защото е повече етно ориентиран и като цяло не използва типичните за тях готик/даркуейв мотиви. Той разширява своето изследване на световната музика и подобно на албума Into the Labyrinth е записан в Quivvy Church – личното студио на Пери в Ирландия. 
Албумът е посветен на починалия брат на Лиса Джерард, Марк Джерард. 
Парчето "Indus" съдържа мелодия, която е много подобна на тази от "Within You Without You", песен на Бийтълс, която Джордж Харисън написва и записва с индийски музиканти през 1967 г. Въпреки че използването на подобна мелодия не е умишлено, Пери и Джерард са помолени да се свърже с Харисън за неговото разрешение да го използва; той го предоставя, но звукозаписната компания настоява да му даде частична авторска заслуга за „Indus“.

## Песни
1. Nierika – 5:44
2. Song of the Stars – 10:13
3. Indus – 9:23
4. Song of the Dispossessed – 4:55
5. Dedicacé Outò – 1:14
6. The Snake and the Moon – 6:11
7. Song of the Nile – 8:00
8. Devorzhum – 6:13

## Състав
Дед Кен Денс
- Лиса Джерард – вокали, инструменти, продукция
- Брендън Пери – вокали, инструменти, продукция

Допълнителен персонал 
- Робърт Пери – перкусии (песни 1 и 5)
- Ланс Хоган – перкусии (песни 1 и 5)
- Петер Улрих – перкусии (песни 1 и 5)
- Rónán Ó Snodaigh – перкусии (песни 1 и 5)
- Рено Пион – турски кларинет (песен 3)
- Клаус Вормер – инженерство (песни 1 и 5)

|  | Тази страница частично или изцяло представлява превод на страницата Spiritchaser в Уикипедия на английски. Оригиналният текст, както и този превод, са защитени от Лиценза „Криейтив Комънс – Признание – Споделяне на споделеното“, а за съдържание, създадено преди юни 2009 година – от Лиценза за свободна документация на ГНУ. Прегледайте историята на редакциите на оригиналната страница, както и на преводната страница, за да видите списъка на съавторите. ВАЖНО: Този шаблон се отнася единствено до авторските права върху съдържанието на статията. Добавянето му не отменя изискването да се посочват конкретни източници на твърденията, които да бъдат благонадеждни. |